# 萊帕謝河
20°52′S 26°16′E / 20.867°S 26.267°E
萊帕謝河是博茨瓦納的河流，處於中部區，距離首都哈博羅內400公里，每年平均降雨量488毫米，河畔城鎮有萊帕謝。